# Palácio Real de Turim
O Palácio Real de Turim (em italiano Palazzo Reale di Torino) é um antigo palácio real da Casa de Saboia, localizado em Turim, Itália. É a primeira e a mais importante das residências construídas pelos Saboia no Piemonte. Ergue-se no coração da cidade, na centralíssima Piazza Castelo (Praça Castelo), da qual partem as principais artérias do centro histórico, as ruas Po, Roma, Garibaldi e Pietro Micca.
O palácio faz parte de um complexo de edifícios, situados no centro citadino de Turim, que se podem contar, certamente, entre os mais antigos, ricos e fascinantes da capital piemontesa. Na sua proximidade fica o Palazzo Madama e Casaforte degli Acaja, uma das mais singulares associações entre a arte antiga, medieval, baroca e neoclássica de que há memória.
Foi proclamado Património da Humanidade pela UNESCO, em 1997, como parte do conjunto das residências da Casa de Saboia.

## História

### Origens da residência
O Palazzo Reale di Torino foi, originalmente, um palácio episcopal, com o nome de Palazzo di San Giovanni, funções que desempenhou até ao final do século XVI. Este facto faz supor uma fundação bem mais remota.
O fausto da residência episcopal só pode ser imaginada, uma vez que muito pouco se salvou do período anterior ao século XVI: de qualquer forma, devia ter um encanto e magnificência superiores aos do já célebre Palazzo Madama e Casaforte degli Acaja. Isto é comprovado pelo facto de Emanuel Felisberto de Saboia, quando resolveu transferir a sede ducal de Chambéry para Turim, em 1562, o ter escolhido como sua residência pessoal, expropriando o seu legítimo proprietário, depois de ter passado alguns anos no adjacente Palazzo Madama e Casaforte degli Acaja, o qual não tinha condições suficientes para ser elevado às funções de Corte.
Foi assim que, no século XVI, o Palazzo di San Giovanni se tornou no Palazzo Ducale di Torino, uma passagem que assinalou profundamente a arquitectura da praça e da própria cidade: a geografia urbanística da capital saboiana relegou o edifício para limite da muralha de cintura, fazendo dele um alvo fácil para um hipotético ataque. No entanto, sob Carlos Emanuel II de Saboia a cidade foi ampliada partindo da parte lateral do próprio palácio, criando assim a Via Po e chegando à Piazza Vittorio Veneto.

### O periodo de ouro

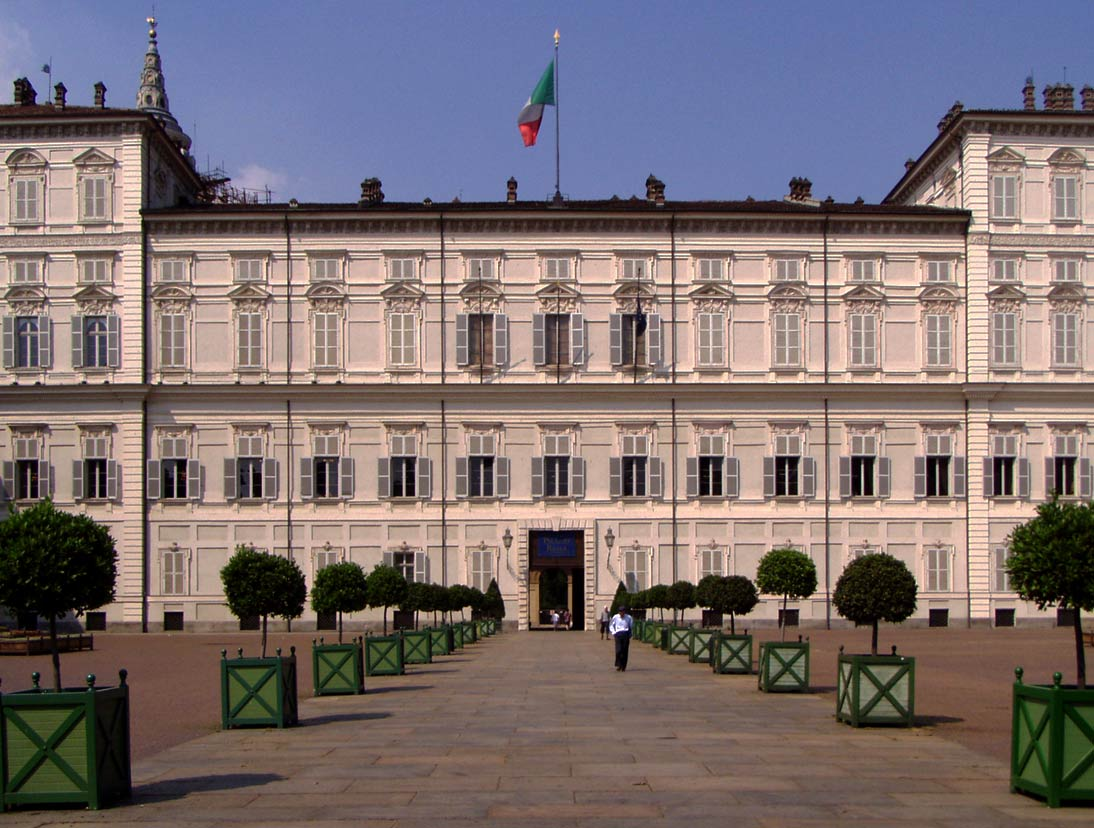
Fachada do Palazzo Reale di Torino (1646–1660).

Com a morte de Carlos Emanuel I de Saboia, em 1620, começou a surgir a verdadeira evolução do palácio, o qual no tempo do "Grande Duque" havia sofrido muito poucas modificações, entre as quais se encontra um oratório circular interno.
A morte de Vítor Amadeu I de Saboia, ocorrida no dia 7 de Outubro de 1637, colocou na cúpula do ducado uma dama, Cristina Maria da França, definida como "Madama Reale" (Dama Real), a qual era grande apreciadora deste lugar. Foi, de facto, por sua vontade que, depois dos desastres provocados pelo cerco de 1640, os quais danificaram consideravelmente o edifício, os ambientes foram reconstruídos. Para este fim, foi chamado o grande arquitecto da Corte Carlo di Castellamonte, com o filho Amedeo, os quais realizaram grande parte da fachada e dos interiores, embora muitos dos trabalhos por eles marcados tenham sido, como se verá, frustrados pelos sucessivos retoques ao palácio, ordenados pelos soberanos da mesma dinastia a partir de 1722, em honra dos matrimónios dos seus primogénitos.
A época de ouro propriamente dita tem origem com os grandes faustos que se seguiram ao final dos trabalhos de reconstrução e que podemos considerar já a partir de 1656, ano do final da execução da imponente e severa fachada de Amedeo di Castellamonte. Mas, sob o austero reinado de Vítor Amadeu II o luxo parece ter desaparecido da Corte, reduzido pelo número e muito censurada nos costumes e nas frivolidades.
A partir de 1722, ano do matrimónio do herdeiro do trono, Carlos Emanuel, com a princesa palatina Cristina Luisa da Baviera-Sulsbach, o luxo voltou a imperar na residência, pelo menos no segundo andar, dedicado pelo Rei da Sicília, ao filho: os trabalhos, nesta fase, foram dirigidos por Filippo Juvarra, tendo ainda sido realizados muitos mais depois da abdicação de Vítor Amadeu II, quando o novo soberano se dedicou com extrema abertura à vida mundana.
Se para as encenações dedicadas ao herdeiro Carlos Emanuel foi chamado à Corte Filippo Juvarra, também para os matrimónios seguintes o nível das suas encomendas não foi diminuído: para as bodas de Vítor Amadeu III com Maria Antónia de Bourbon foi contratado Benedetto Alfieri, o qual já era afamado no Piemonte como grande arquitecto. Mais tarde, quando o segundo filho de Vítor Amadeu III, Vítor Emanuel, duque de Aosta, obteve uma ala do palácio, foram Carlo Randoni e Giuseppe Battista Piacenza a redesenhar as salas que actualmente tomam o nome de "Apartamentos do Duque de Aosta" (Appartamenti del Duca D'Aosta).
Também Carlos Alberto encomendou obras de remodelação, desta vez para as bodas de Vítor Emanuel II com Adelaide de Habsburgo, ocorridas em 1843: o arquitecto, muito apreciado por Carlos Alberto, foi Pelagio Palagi, já autor do grande gradeamento, de 1835, visível em frente do palácio.

### Fase final
Com o Risorgimento, o palácio permaneceu como sede da monarquia até 1865. A grande Escadaria de Honra foi executada neste período, mais precisamente em 1862, segundo um projecto de Domenico Ferri. Surgiu do desejo de Vítor Emanuel II em celebrar o nascimento da nova nação, tornando, igualmente, o palácio digno do título régio: neste amplo ambiente, grandes telas e estátuas ilustram momentos e personagens da história saboiana.
Com uma grande quantidade de mobiliário e de bens pessoais, os Saboia transferiram-se, então, para o Palazzo del Quirinale, em Roma, ficando a sua primeira residência, simplesmente, como alojamento para as suas visitas a Turim.
Posteriormente foram executados trabalhos para as bodas de Humberto II da Itália com Maria José da Bélgica, em 1930: infelizmente, a queda da monarquia, em 1946, destinou estes ambientes ao esquecimento, tanto assim é que muitas alas tiveram que ser profundamente restauradas, como, por exemplo, a dos Duques de Aosta no segundo andar.

## O palácio

### Fachada
...talvez faltasse às suas altas faculdades arquitectónicas apenas uma bagagem um pouco maior do que foi o Rei da Sardenha: isso testemunham os muitos e grandiosos desenhos que ele deixou morrer, e que foram retirados pelo Rei, nos quais estavam projectos variadíssimos para diversos embelezamentos a fazer em Turim, e entre outros, para reconstruir aquele muro grosseirísimo, que divide a Piazza del Castello da Piazza del Palazzo Reale; muro que se chama, não sei porquê, o Pavilhão (il Padiglione).— Vittorio Alfieri, Vita di Vittorio Alfieri da Asti, cap. 28

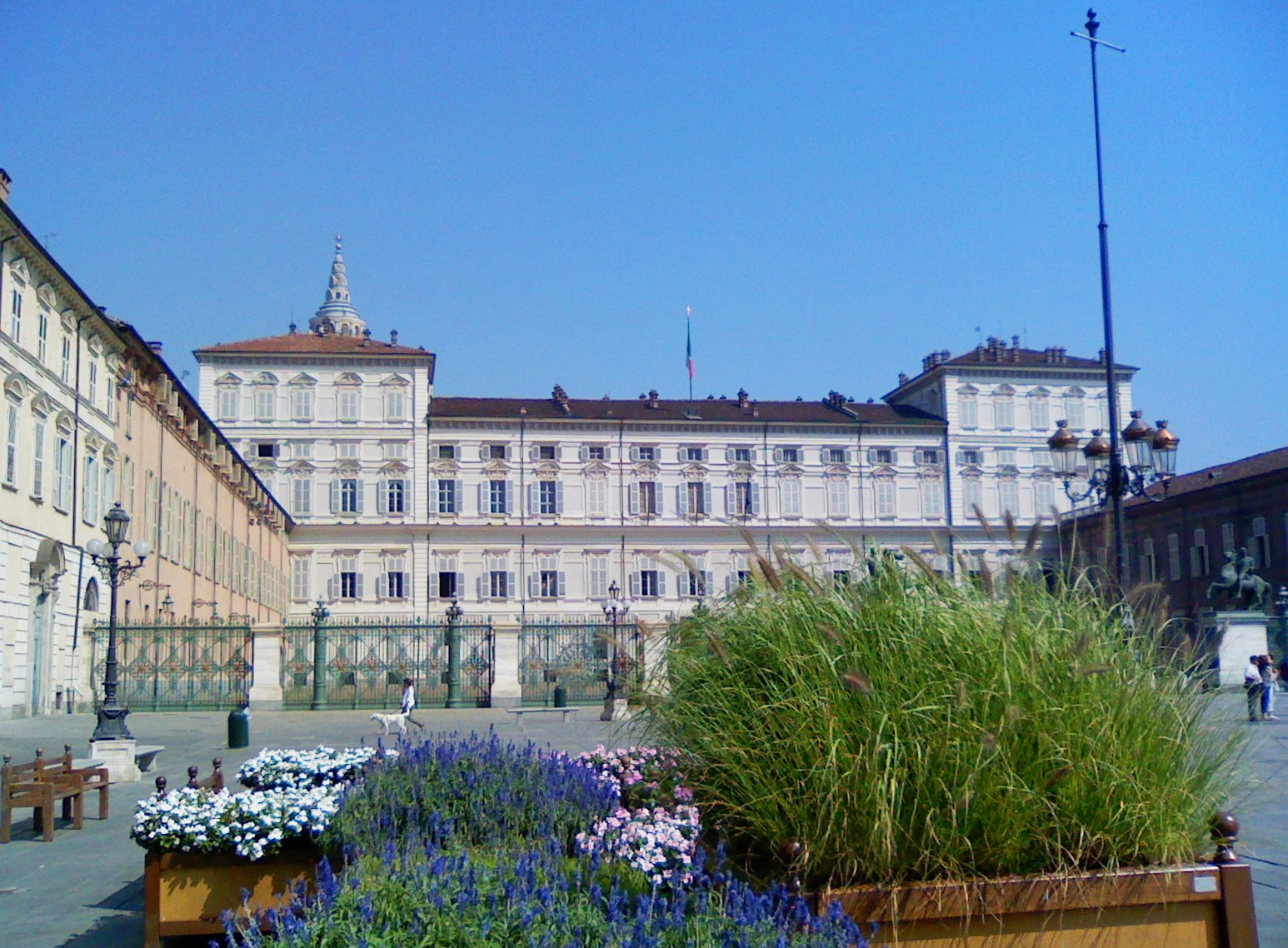
O Palazzo Reale di Torino visto da Piazza Castello. O topo da cúpula da Capela da Santa Mortalha é visível à esquerda.

Assim Vittorio Alfieri, referindo-se ao seu tio, Benedetto Alfieri, apostrofa o muro externo do edifício, no final do século XVIII: aquele que hoje vemos, decididamente elegante, com o famoso gradeamento de Palagi, é, de facto, diferente daquele que podia aparecer aos olhos do astiano: a aparência austera do palácio está em linha com a arquitectura barroca de toda a praça, mas privada de frivolidades. A sua fachada, com um comprimento de 107 metros, tem uma altura média de 30 metros, nula em confronto com a magnificência cenográfica da Palazzina di caccia di Stupinigi, mas ao mesmo tempo adaptada ao propósito atribuído a este edifício: o centro estratégico do qual é exercido o poder.
Observando a fachada do palácio nota-se imediatamente que a geometria e o equilíbrio dos dois pavilhões laterais, assinados por Carlo e Amedeo di Castellamonte, têm a simetria comprometida pela elevação majestosa, à esquerda, da Capela da Santa Mortalha (Cappella della Sacra Sindone), destinada a conservar uma das jóias mais preciosas nas mãos da Casa de Saboia, o Santo Sudário.

### Interiores
O interior do palácio real carrega espanto: não sei ao que comparar a riqueza e a vivacidade das suas tapeçarias, ou o que parecem as suas pinturas. Os belos pavimentos, as porcelanas, as pinturas de todas as escolas, tudo é precioso: não vês ângulo, porta ou janela livre.— Girolamo Orti, raccolta accresciuta di scritti di viaggi
Esta foi a impressão que teve Girolamo Orti ao visitar, na primeira metade do século XIX, os interiores do Palazzo Reale di Torino, entendendo assim o esplendor da maestria dos artistas que aqui operaram no decurso dos séculos. Bastam alguns nomes para perceber o nível de refinamento reunido: Claudio Francesco Beaumont, Rocco Comaneddi, Giuseppe Paladino, Francesco de Mura, Angelo Maria Crivelli, Giovanni (Johann) Carlone, Vittorio Amedeo Cignaroli, Leonardo Marini, Michele Antonio Milocco, Giuseppe Duprà, Massimo D'Azeglio, e mais tarde Giuseppe Maria Bonzanigo, Pietro Piffetti: o nível dos adornos, das decorações, da arte em geral, tocou aqui alguns dos mais altos ápices da época.

#### Primeiro andar

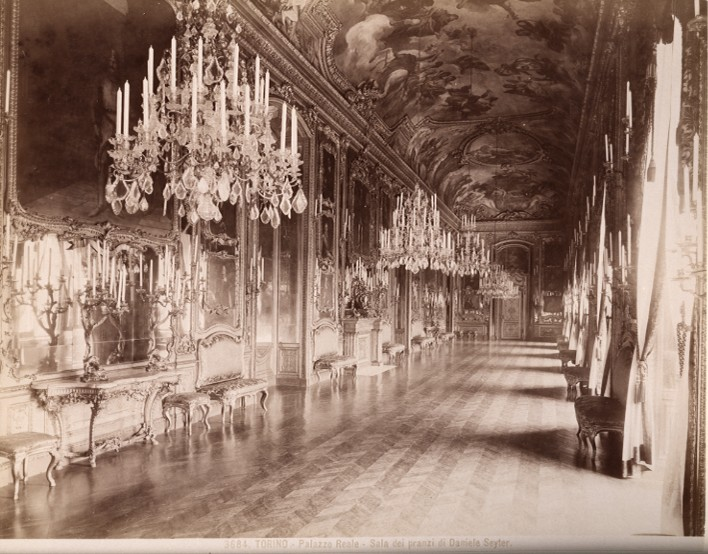
Fotografia de 1870 representando a Galeria de Daniel.

Definido geralmente como piano nobile (andar nobre), este piso é dominado por um estilo cortesão, com a finalidade de realçar a importância da dinastia; Alguns ambientes merecem elogios especiais, entre os quais se encontram o Salão Chinês (Salotto Cinese), obra em grande medida de Beaumont (já activo naquele período na Grande Galeria, que toma o seu nome), a Armaria Real, a imponente Galeria de Daniel, do século XVIII, com afrescos do vienense Daniel Seyter, cuja magnificência rivalizava com a Galeria dos Espelhos do Palácio de Versalhes, na qual se inspirava antes de ser transformada, durante o reinado de Carlos Alberto, numa pinacoteca.
Também merecem destaque o Apartamento de Inverno do Rei e a Sala do Trono.

#### Segundo andar
Acede-se ao segundo andar graças a uma das obras primas máximas do arquitecto Filippo Juvarra: a chamada "escadaria das tesouras" (delle Forbici), na qual o messinês oferece uma das suas realizações mais geniais e, ao mesmo tempo, mais fascinantes: uma imponente escada em mármore, que parece pairar em direcção ao alto, com uma voluta ligeira e sinuosa. A escadaria descarrega todo o seu peso sobre as paredes adjacentes, as do muro externo do palácio, de forma a não pesar excessivamente no pavimento, realizado em madeira, um material que dificilmente teria suportado o peso do mármore. Juvarra manteve, neste caso, as grandes janelas que se projectam sobre o pátio traseiro ao palácio, de modo a dotar o ambiente, de resto pouco espaçoso, de uma fonte de iluminação externa eficaz.

##### Apartamentos do Príncipe do Piemonte
O segundo andar carrega fortes marcas, devida aos contínuos trabalhos encomendados pelos soberanos para os seus primogénitos , abordando, em muitas salas, estilos e modos diferentes segundo a época. Estes trabalhos de renovação, devidos ao gosto do momento, prejudicavam frequentemente, como já foi observado, as obras preexistentes (por exemplo, os tectos ou os afrescos).
Para os matrimónios de 1722, 1750 e 1775 foram realizadas renovações que tocaram todo o andar, antes deste ser dividido com as salas do Duque de Aosta. De modo particular, recorda-se a grande Sala da Baile, de marca tipicamente alfieriana: a sala, decorada com grandes tapeçarias representando a História de Dom Quixote está, então, ligada com a igualmente fascinante Pequena Galria de Beaumont (Piccola Galleria del Beaumont), que tinha a função de passagem para a ala de Vítor Emanuel I.
De marca tipicamente palagiana são, por outro lado, as Três Antecâmaras (Tre Anticamere): Sala do Corpo da Guarda (Sala della Guardia del Corpo), Sala dos Staffieri e Sala dos Pagens (Sala dei Paggi), e as alas destinadas, no século XIX, a servir de salas privadas da Princesa Maria José: tectos e pavimentos carregando, ainda, traços dos desenhos do arquitecto preferido de Carlos Alberto de Saboia.

##### Apartamentos do Duque de Aosta
Dominados pela marca de Piacenza e de Randoni, além da sábia manufactura de Bonzanigo, os apartamentos ducais foram destinados a Vítor Emanuel I, Duque de Aosta, e à sua consorte, Maria Teresa de Habsburgo. A sua deslocação, na planta do edifício, coloca-os na área da Armaria Real.
De relevância, nestas salas, é o pequeno Gabinete Chinês (Gabinetto Cinese), um cruzamento de estuques e de lacas orientais, sabiamente trabalhados por Bonzanigo e pela sua equipa, para criar imagens típicas do fabuloso Oriente.

## A arquitectura

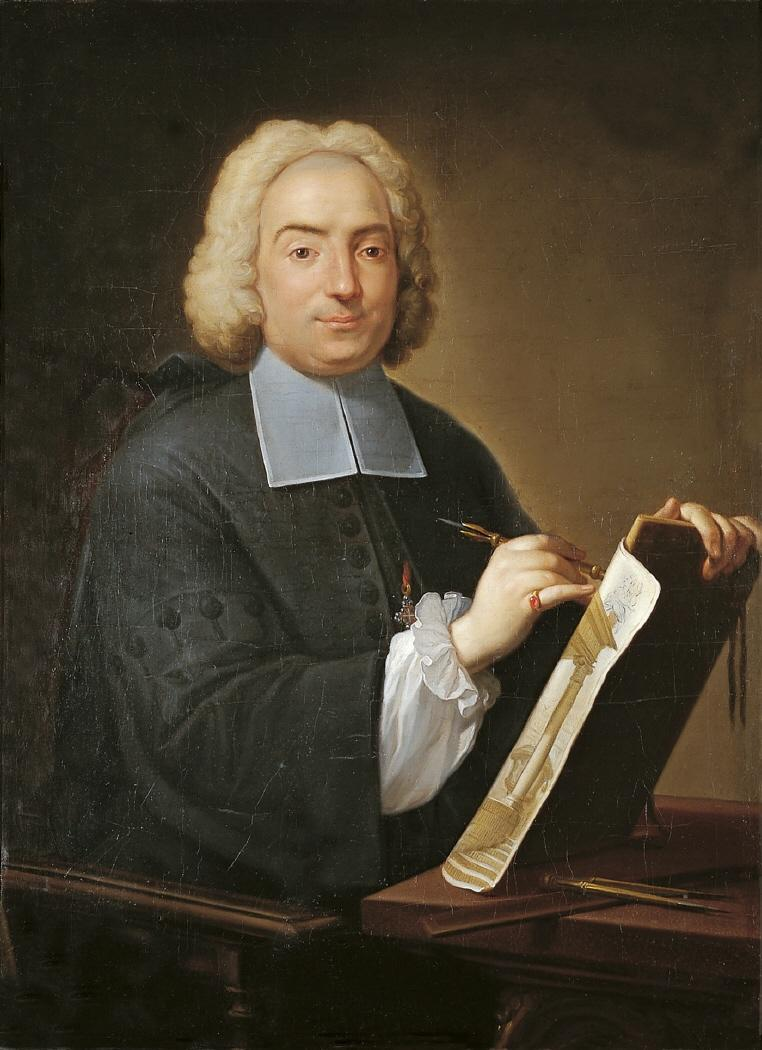
Filippo Juvarra

São três os estilos que caracterizam o palácio: barroco, rococó e neoclássico. Isso deve-se aos principais arquitectos que aqui laboraram a partir da época filibertina: 
- Carlo di Castellamonte
- Amedeo di Castellamonte
- Filippo Juvarra
- Benedetto Alfieri
- Carlo Randoni
- Giuseppe Battista Piacenza
- Pelagio Palagi

## O exterior

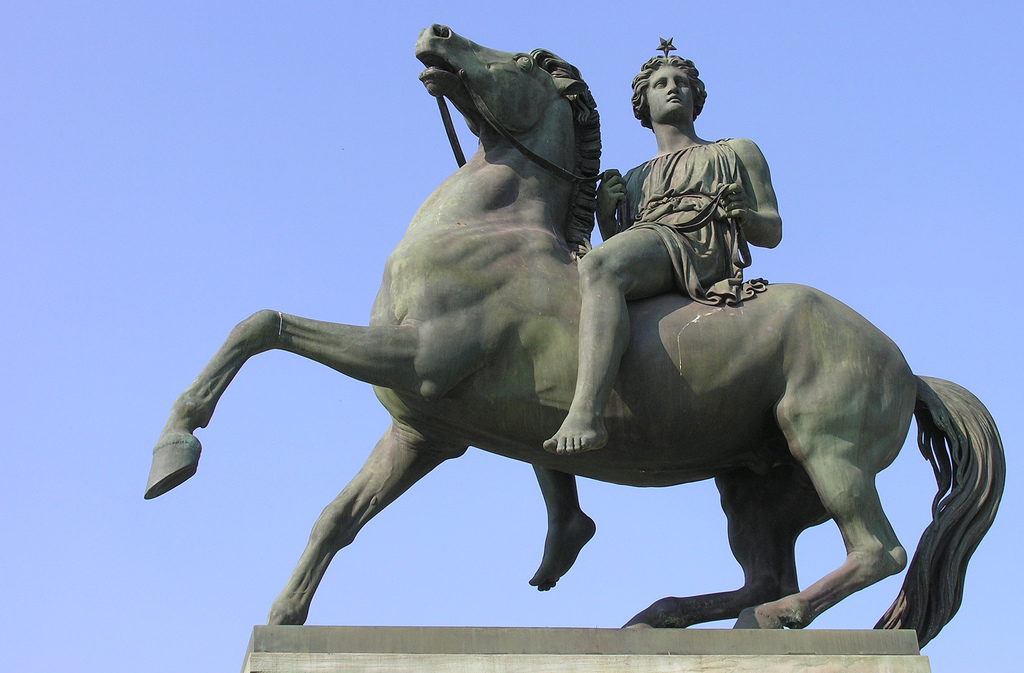
Pólux, um dos dois dióscuros que ornam o gradeamento.

A parte exterior do palácio, na Praça do Castelo (Piazza Castello), projecta-se sobre a majestosa cenografia da praça desenhada por Vittozzi, ligando-se aos outros edifícios que, no seu conjunto, formam o grande corpo da residência Real.
A fachada solene que se oferece ao visitante quando visita a Piazza Castello não é a única, embora seja, certamente, a mais famosa, além de pertencer ao corpo mais importante do palácio. atrás do palácio estendem-se os Jardins do Parque Régio (Giardini del Parco Regio).

### Os Jardins Reais
Atrás do palácio, emdirecção à estrada de circunvalação, estende-se o Jardim Real, sustido pelso antigos bastiões. Fê-lo no género regular, introduzido por Le Nôtre para os jardins de Luís XIV, o francês Dupacs ou Duparc. É adornado por uma grande fonte com Tritões, vasos e estátuas. Algumas das suas partes foram arranjadas à moderna. O que há neles de mais delicioso é a grande alameda ao lado recepção.— Giuseppe Pomba, Descrizione di Torino, 1840
Situados na extrema periferia daquela Turim que Emanuele Filiberto quis elevar a capital do seu ducado guerreiro, os Jardins Reais do palácio adquiriram forma por inspiração nas maiores residências Reais da Europa, então decoradas cos elegantes jardins, uma ideia toscana (basta pensar nas villas dos Médici).
Atrás do Palazzo Reale di Torino estendem-se, portanto, os Jardins Reais. O que pode ser visto actualmente é, em grande parte, obra do arquitecto André Le Nôtre. Le Nôtre, já activo na Corte francesa, tendo realizado obras importantes no Château de Versailles por encomenda dos Bourbon, reflectia naquela que era uma característica dos jardins nobres europeus, os jogos de água e as perspectivas florais. Já nas épocas de Carlos Emanuel I e de Vítor Amadeu I, o jardim havia sofrido notáveis ampliações, mas foi essencialmente no final do século XVII que se atingiram, com os trabalhos de De Marne (o qual actuava segundo projectos de Le Nôtre), os verdadeiros esplendores.
Durante o período napoleónico, os jardins do palácio sofreram uma triste degradação, não tendo faltado as espoliações e os saques: tudo isso terminou em 1805, depois da nomeação do jardim como Parque Imperial (Parco Imperiale). Antes do retorno dos Saboia, ocorrida com a Restauração, Giuseppe Battista Piacenza, que já havia trabalhado nas obras do segundo andar do edifício, teve o encargo de restaurar as estátuas setecentistas que representam as Estações e os grandes vasos celebrativos provenientes da Reggia di Venaria Reale. Esta foi a última grande modificação ocorrida nos jardins, embora, depois disso, algumas estátuas tenham sido colocadas no final do século XIX. Isso aconteceu por vontade de Vítor Emanuel II, que resolveu instalar as representações em mármore de Amadeu VI de Saboia, Vítor Amadeu I e Vítor Amadeu II.
A deslocação da capital para Roma reduziu drasticamente a importância do lugar.